# 松蟲停留場
松蟲停留場（日语：／ Matsumushi teiryūjō */?）是一個位於日本大阪府大阪市阿倍野區阿倍野元町1番（但鄰接地為松蟲通一丁目1番），屬於阪堺電氣軌道上町線的停留場。車站編號為HN03。

### 車站構造
對向式月台2面2線的地面車站。

## 相鄰停留場
阪堺電氣軌道
■上町線
阿倍野（HN02）－松蟲（HN03）－東天下茶屋（HN04）